# Berenkuil (verblijf)

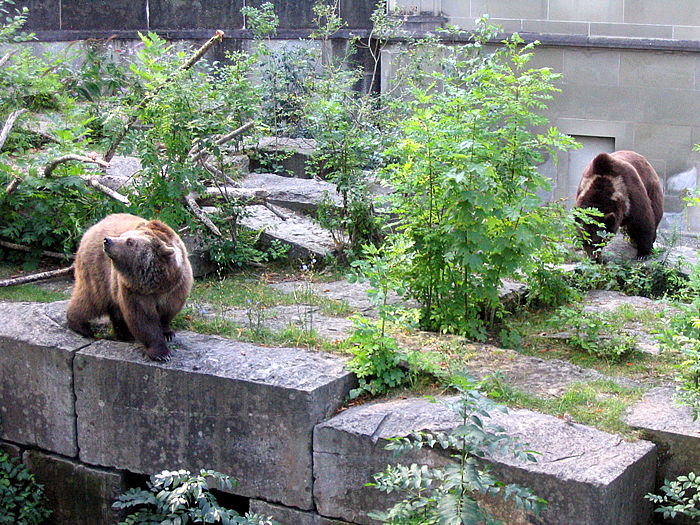
Een berenkuil in Bern

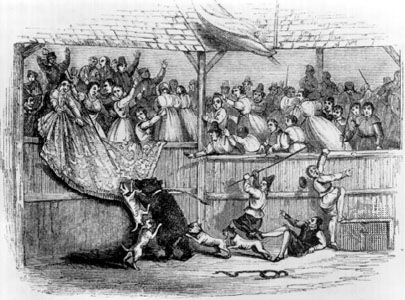
Een berengevecht in een berenkuil

Een berenkuil is een type dierenverblijf waarbij de bewoners in een afgesloten ruimte leven en bezoekers ze van bovenaf kunnen bekijken. Zoals de naam aangeeft zijn beren de voornaamste dieren die hiervoor worden ingezet maar ook andere (roof-) dieren zijn hier ingezet. Het bestond in dierentuinen maar ook als losstaand concept zoals onder andere gebeurde in de Bärengraben van Bern of de berenkuil in Maastricht. Beide situaties zijn een uitstervend fenomeen. 

In zoos zijn de berenkuilen nagenoeg verdwenen en hebben plaats gemaakt voor natuurlijke en ruime verblijven.